# بيلي رايس
بيلي رايس (بالإنجليزية: Billy Rice)‏ هو لاعب كرة قدم أسترالي، ولد في 12 سبتمبر 1938 في بلفاست في المملكة المتحدة، وتوفي في 26 يونيو 2008. شارك مع منتخب أستراليا لكرة القدم.